# Paramblyops tunuicaudus
Paramblyops tunuicaudus är en kräftdjursart som beskrevs av Murano 2002. Paramblyops tunuicaudus ingår i släktet Paramblyops och familjen Mysidae. Inga underarter finns listade i Catalogue of Life.